# Аиша Мохаммадзай
Биби Аиша (пушту بي بي عایشه‎; Биби — уважительное слово, означающее «леди»; урождённая Аиша Мохаммадзай) — афганка, сбежавшая от насильственного брака, заключённого в подростковом возрасте. Была поймана, заключена в тюрьму, изуродована и оставлена умирать в отместку за побег. Позже её спасли сотрудники гуманитарной организации, а история Аиши была представлена в американских новостях как пример последствий террора женщин Талибаном. С 2014 года живёт в Мэриленде как приемная дочь афгано-американской пары. Перенесла ряд реконструктивных операций на лице.

## Ранний период жизни
Аиша родилась в Афганистане в 1991 году в семье афганских мохаммадзаев. Её мать умерла, когда Аиша была маленькой. Когда Аише было двенадцать, отец пообещал отдать её бойцу Талибана в качестве компенсации за совершённое членом семьи Аиши убийство, в соответствии с практикой баад. Её заставили выйти замуж в возрасте четырнадцати лет. Муж и его семья издевались над ней. В восемнадцать лет она сбежала, но была поймана полицией, заключена в тюрьму на пять месяцев и возвращена отцу, который затем вернул её мужу. В отместку за побег свёкр Аиши, её муж и ещё трое мужчин из семьи увезли её в горы, отрезали ей нос и уши и оставили умирать. Она доползла до дома своего дяди, но ей отказали в помощи. В конце концов, её отец и дед помогли ей с убежищем, и она оказалась на военной базе США.

## Появления в американских новостях

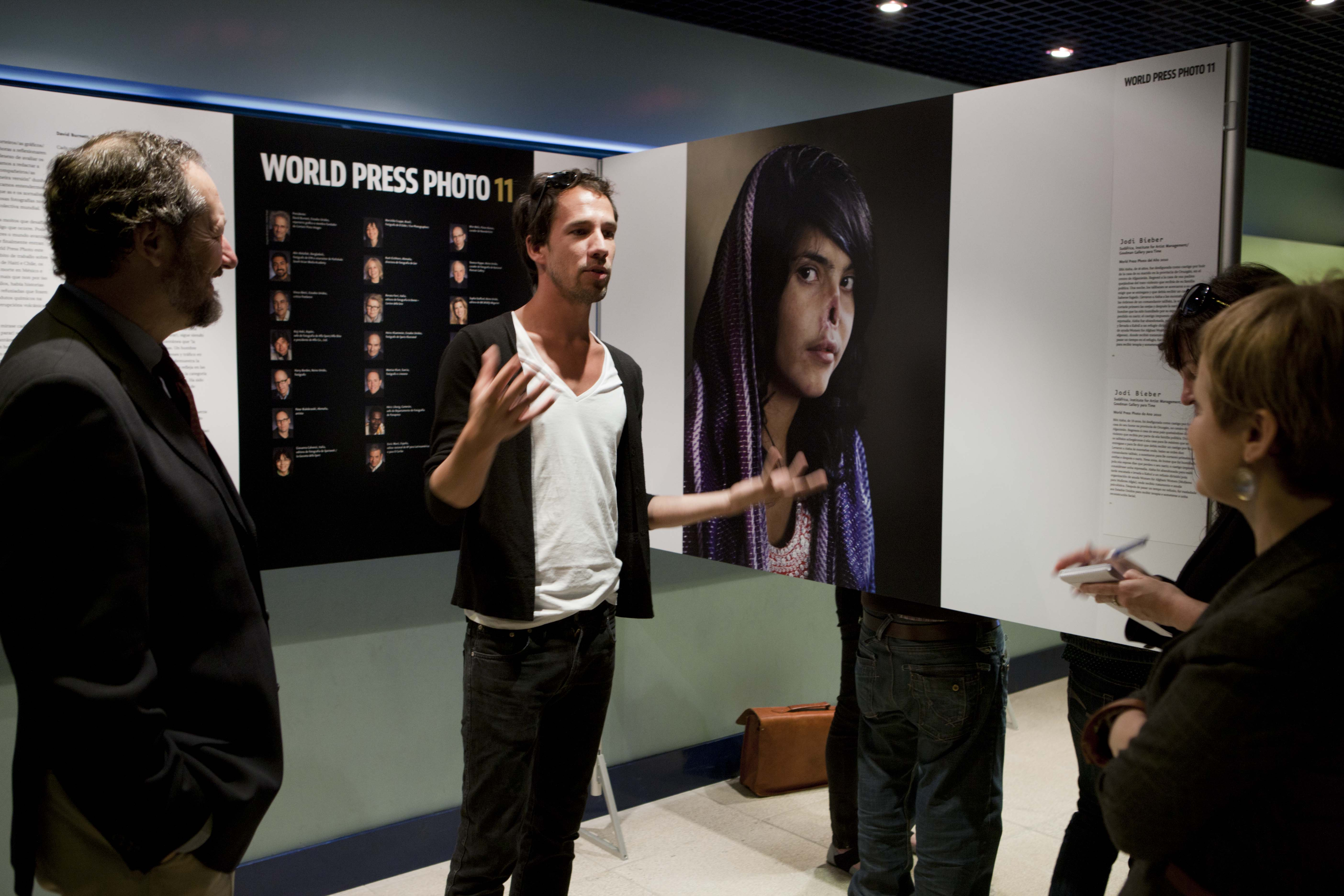
Фотография Аиши была показана на презентации World Press Photo в 2011 году.

История Аиши впервые появилась в The Daily Beast в декабре 2009 года и побудила многих врачей предложить ей бесплатную помощь и реконструктивные операции. Калифорнийский фонд Grossmann Burn Foundation пообещал провести необходимые операции и начал весной 2010 года организовывать получение визы.
В марте 2010 года Дайан Сойер из ABC News осветила её историю, также она вернулась к ней в 2014 году.
Аиша была представлена на обложке журнала Time за август 2010 года и в статье Afghan Women and the Return of the Taliban. Фотография с обложки в совокупности с заголовком «Что произойдёт, если мы покинем Афганистан» вызвала международную дискуссию и споры об афганской войне. Сделавшая снимок южноафриканский фотограф Джоди Бибер была в 2010 году удостоена премии World Press Photo Award. Этот снимок иногда сравнивают со сделанной Стивом МакКарри фотографией Шарбат Гулы «Афганская девочка».

## Жизнь в Соединённых Штатах
Вскоре после публикации в Time в августе 2010 года Аишу вывезли в Соединённые Штаты для проведения бесплатной реконструктивной операции. По прибытии в Калифорнию её психологическое состояние ухудшилось: начались психогенные неэпилептические припадки, панические атаки и самоповреждения, что потребовало госпитализации. Врачи пришли к выводу, что состояние Аиши ещё недостаточно стабильно для изнурительной реконструктивной операции, так как психологические травмы стали причиной пограничного расстройства личности. Пока реконструктивная операция откладывалась, женщину поместили в приют для афганок в Квинсе, Нью-Йорк. Состояние Аиши улучшилось после смены лекарств, и приступы прекратились.
Позже психологическое состояние Аиши улучшилось настолько, что она смогла контролировать своё поведение без лекарств. Начиная с 2012 года началась подготовка Аиши к проведению многоэтапной реконструкции лица. В течение нескольких месяцев ей увеличивали лоб, чтобы собрать достаточно ткани для формирования нового носа. Структура нового носа была создана с использованием хряща из её собственного тела, для внутренней выстилки использовались ткани её левой руки. Аиша перенесла в общей сложности 12 операций. В 2014 году телеканал ABC News вновь посетил Аишу и рассказал, как новый нос изменил её внешность.
Аиша была усыновлена афгано-американской парой и с 2014 года живёт в Мэриленде. Она изучает английский язык и математику и мечтает стать полицейской.